# Vaujours
Vaujours is een gemeente in het Franse departement Seine-Saint-Denis (regio Île-de-France) en telt 5570 inwoners (1999). De plaats maakt deel uit van het arrondissement Le Raincy.

## Geografie
De oppervlakte van Vaujours bedraagt 3,8 km², de bevolkingsdichtheid is 1465,8 inwoners per km².
De onderstaande kaart toont de ligging van Vaujours met de belangrijkste infrastructuur en aangrenzende gemeenten.

## Demografie
Onderstaande figuur toont het verloop van het inwonertal (bron: INSEE-tellingen).